# Vologès II de Pàrtia
Vologès II va ser rei de Pàrtia de l'any 77 al 79.
Era fill de Vologès I i el va succeir a la seva mort l'any 77. Vologès II es va veure atacat des de la seva proclamació, pel seu parent Pacoros, que seria fill de Vardanes II de Pàrtia és a dir cosí de Vologès II. Però esmentat generalment com a oncle de Vologès II potser es tractaria del Pacoros rei o ex rei de l'Atropatene, fill de Vonones II i germà de Vologès I de Pàrtia. El rebel va obtenir el suport de part de la noblesa. Després de dos anys de guerra civil Vologès II va ser derrocat i Pacoros II proclamat rei.